# Lucílio
Caio Lucílio (em latim, Gaius Lucilius; 180-102 a.C.) é o mais antigo satirista latino cujos textos chegaram à época moderna, ainda que em estado fragmentário. Suas sátiras eram consideradas já pelos romanos como extremamente mordazes, chegando às raias da invectiva, razão pela qual posteriormente chamou-se luciliânica toda sátira feroz.

## Vida
Quase nada é sabido com certeza acerca da vida de Lucílio, uma vez que as fontes são todas muito posteriores à vida do poeta. Imagina-se que tenha nascido em Suessa Aurunca, na Campania. São Jerônimo, no Chronicon, estabelece sua data de nascimento para 148 a.C., mas esta data é incompatível com outros fatos conhecidos sobre sua vida. A data mais aceita atualmente para seu nascimento é 180 a.C. Marco Veleio Patérculo informa que Lucílio esteve presente ao cerco de Numância, sob o general Cipião Emiliano Africano, em 133 a.C. Horácio, em sua Sátira II.1, nos diz que Lucílio foi amigo íntimo de Cipião Emiliano e de Caio Lélio Sapiente.
Ainda segundo Jerônimo, Lucílio teria passado a maior parte da vida em Roma, mas teria mudado para Nápoles no fim da vida. Lucílio teria morrido em 103 ou 102 a.C., e sua morte teria sido pranteada em funerais públicos.

## Obra
Dos seus trinta livros de versos, organizados em três coleções, nada além de fragmentos esparsos chegaram à idade moderna. Através desses breves trechos, percebe-se uma obra claramente invectiva, autobiográfica e construída com a intenção de provocar o riso. Considerado o fundador da poesia satírica em Roma, Lucílio estabeleceu o tom conversacional do gênero, mantido por vários dos seus sucessores, como Horácio (cujos livros de sátiras são intitulados Sermones, em latim, Conversas) e Juvenal, autor de diversas sátiras dialogadas. Foi também Lucílio quem, abandonando as formas polimétricas arcaicas, estabeleceu o Hexâmetro dactílico como verso próprio para a sátira. Considera-se que essas escolhas foram estabelecidas a partir da influência da poesia iâmbica grega e do método socrático em sua literatura.
Grande parte dos versos luciânicos extantes chegaram até nós através da obra  De compendiosa doctrina , de Nônio Marcelo.

## Ligações Externas
- Roman Satirists - em inglês
- Les Satiriques Latins - em francês
- Satira Latina - em espanhol